# Page des libraires
 (mars 2015).
Si vous disposez d'ouvrages ou d'articles de référence ou si vous connaissez des sites web de qualité traitant du thème abordé ici, merci de compléter l'article en donnant les références utiles à sa vérifiabilité et en les liant à la section « Notes et références ».
Page des libraires est une revue littéraire créée par Sidney Habib à la fin des années 1980 pour faire face à l’avènement des grandes surfaces culturelles. Elle est distribuée gratuitement dans les librairies participantes et vendue par abonnement.

## Historique
En février 1988, le premier numéro de Page des libraires parait. 
Sous forme de journal à la base, il deviendra ensuite un magazine puis en septembre 2012, c’est sous forme de « mook » (magazine-livre) qu’on retrouve la revue. 
Son positionnement n’a pas changé depuis sa création : les libraires (au nombre de 1400) participent au contenu de la revue. Ils lisent, chroniquent et font des recommandations.
La revue compte aussi comme partenaires, plusieurs maisons d’édition ainsi que certains médias comme France Bleu, radio avec laquelle elle a créé le Prix du Livre France Bleu - Page des Libraires .

## Présentation et contenu
Page des libraires est une revue bimestrielle (6 numéros par an) au format A4 avec 176 pages. À l’intérieur, on trouve la sélection des livres à paraître lus et conseillés par les libraires en littérature française et étrangère, essais, polar, poche, littérature jeunesse, bandes dessinées et beaux livres. On peut lire également des extraits, des interviews d'auteurs, des dossiers thématiques.

## Notice bibliographique
Page des libraires [Texte imprimé] : le magazine des libraires Clé / [dir. publ. Sidney Habib]. - N.s. n ̊ 1 (1990, avr.)- . - Paris (20 rue Dumont-d'Urville, 75016) : Ed. ABE, 1990-. - Ill. ; 30 cm.
Mens.
- Absorbe : Petit page des libraires =  (ISSN 1165-6204)
- Suite de : Pages et livres =  (ISSN 0765-2747)
- A comme suppléments : Petit page des libraires =  (ISSN 1165-6204) ; Page des libraires Poche =  (ISSN 1258-4665)

## Identité visuelle

Ancien logo.
Logo actuel.